# Iwan Fiedko

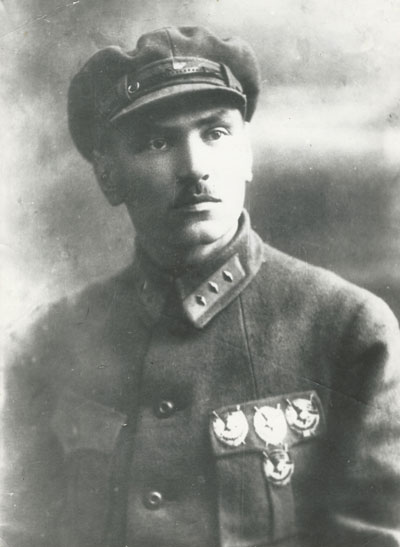
Iwan Fiedko

Iwan Fiodorowicz Fiedko, ros. Иван Фёдорович Федько (ur. 12 czerwca?/24 czerwca 1897 w Chmiełowie w guberni połtawskiej, zm. 26 lutego 1939) – radziecki wojskowy, komandarm I rangi, z pochodzenia Ukrainiec.

## Służba wojskowa
Pochodził z ukraińskiej rodziny chłopskiej. Od 1917 był członkiem WKP(b).
Był chorążym w armii carskiej podczas I wojny światowej. W końcu 1917 r. utworzył w Teodozji oddział Czerwonej Gwardii, który do początku 1918 rozwinął się w I Czarnomorski Pułk Rewolucyjny 3 kolumny (dywizji) wojsk rewolucyjnych Północnego Kaukazu; Fiedko pozostawał jego dowódcą. Od 27 października 1918 był p.o. dowódcy całości wojsk Północnokaukaskiej Republiki Radzieckiej. Następnie od 17 do 30 listopada 1918 był dowódcą 11 Armii. Nie zdołał zapobiec ostatecznemu rozbiciu tych wojsk, które już w poprzednich miesiącach poniosły szereg klęsk w starciach z lepiej dowodzoną i bardziej zdyscyplinowaną Armią Ochotniczą gen. Denikina. W styczniu 1918 r. 11 Armia została formalnie przekształcona we Front Kaspijsko-Kaukaski.
W latach 1919–1920 Fiedko był członkiem Rewolucyjnego Komitetu Wojskowego Republiki Krymskiej, zastępcą ludowego komisarza marynarki wojennej i dowódcy Armii Krymskiej. Od lipca do listopada 1919 był dowódcą 58 dywizji strzeleckiej, następnie od czerwca do grudnia 1920 46 dywizji strzeleckiej. W 1921 dowodził 187 Brygadą Piechoty, razem z którą brał udział w tłumieniu powstania w Kronsztadzie. W tym samym roku brał także udział w tłumieniu powstania tambowskiego.
Od 1921 do 1922 uzyskał wyższe wykształcenie w Akademii Sztabu Generalnego RChACz.
Od 1922 do 1924 dowodził 18 Dywizją Strzelecką, od 1924 do 1925 13, a od 1925 do 1927 2 Korpusem Strzeleckim. Od 1927 do 1928 był szefem sztabu Północno-Kaukaskiego Okręgu Wojskowego, od 1928 do 1931 zastępcą dowódcy Leningradzkiego Okręgu Wojskowego. W latach 1931–1932 dowodził Kaukaską Armią Czerwonego Sztandaru, a od 1932 do 1933 Nadwołżańskim Okręgiem Wojskowym. Оd 1933 do 1937 był zastępcą dowódcy Specjalnej Dalekowschodniej Armii Czerwonego Sztandaru i dowódcą  Nadmorskiej Grupy Wojsk SDACS.
W 1935 został mianowany komandarmem II rangi.
W latach 1937–1938 dowodził Kijowskim Okręgiem Wojskowym, w 1938 został pierwszym zastępcą ludowego komisarza obrony ZSRR, członkiem Rady Wojskowej przy Ludowym Komisarzu Obrony ZSRR.
W 1938 został mianowany komandarmem I rangi.

## Odznaczenia
- Order Lenina;
- Order Czerwonego Sztandaru (czterokrotnie 1919, 1921, 1921, 1924);
- Order Czerwonego Sztandaru Pracy Tadżyckiej SRR (1930)
- Order Czerwonego Sztandaru Pracy Zakaukaskiej SFRR (1932)[1].

## Areszt i rozstrzelanie
7 lipca 1938 został aresztowany, 26 lutego 1939 został skazany przez Kolegium Wojskowe Sądu Najwyższego za uczestnictwo w spisku wojskowo-faszystowskim na karę śmierci i rozstrzelany tego samego dnia.
26 maja 1956 został zrehabilitowany.